# الجامعة التونسية للأشرعة
الجامعة التونسية للأشرعة (بالفرنسية: Fédération tunisienne de voile)‏ هي جامعة رياضية تونسية تأسست في 14 جوان 1989، تشرف على رياضة الملاحة الشراعية في تونس.

## أهداف
تهدف الجامعة إلى:
- تنظيم وتطوير ومراقبة ممارسة رياضة الملاحة الشراعية بمختلف أشكالها على التراب التونسي.
- إدارة وتنسيق أنشطة الجمعيات التي تضم الأعضاء الممارسين لرياضة الملاحة الشراعية بمختلف أشكالها.
- الدفاع عن مصالح رياضة الملاحة الشراعية في تونس.

## المسيرون
- الرئيس: عبد الكريم الدرويش
- نائب الرئيس: سهيل مراق
- نائب الرئيس: وليد ملياني
- أمين مال: وليد كدوس
- الأعضاء: جوهر سحميم - لمياء بغدادي - هادية نقرة - مروان شبعان - لطفي لمجد - عربي الحداد - عبد اللطيف بحيري - زهير بن عربية

## عضوية
وهي عضو بالاتحاد الدولي للأشرعة والاتحاد الأفريقي للأشرعة.

## مقالات ذات صلة
- ملاحة شراعية

## وصلة خارجية
- الموقع الرسمي للجامعة التونسية للأشرعة.